# Кияуково
Кияу́ково (баш. Ҡыяуыҡ) — деревня в Ишимбайском районе Башкортостана, входит в состав Янурусовского сельсовета.

## История
Кияуково и Янурусово находятся у одноименной речки и основаны переселенцами. Смешанный состав населения фиксируется с 1795 года. Тогда было 2 двора с 6 башкирами-вотчинниками и 20 дворов из 121 тептяря. В Новокияуково в 14 дворах проживало 65 вотчинников, в 4 домах — 24 безземельных башкира, в 7 дворах — 35 тептярей. Последние затем слились с первой. Через 64 года в Кияукове насчитывалось 60 дворов и 399 тептярей. В 171 доме проживал 891 тептярь (1920 г.). Тептяри были припущены в д. Кияуково в 1749, 1784, 1803 гг. Землей владели совместно с башкирами-припущенниками. В 1839 г. 42 двора тептярей (245 человек) и 5 дворов башкир (22 человека) владело 160 лошадьми, 55 коровами, 123 овцами, 127 козами. Имели 133 улья. В 1877-м году были мечеть, училище.

## Население
| 2002 | 2009 | 2010 |
| ---- | ---- | ---- |
| 177  | ↗182 | ↘146 |

## Географическое положение
Деревня расположена по берегу речки Кияук, в 500 метрах от Янурусова. Рядом течёт река Карамала.
Расстояние до:
- районного центра (Ишимбай): 43 км,
- центра сельсовета (Янурусово): 2 км,
- ближайшей ж/д станции (Стерлитамак): 41 км.

## Улицы
В Кияуково две улицы: Школьная и Рахимгуловой.

## Экономика
- Обслуживание газопроводов[6].
- Сельское хозяйство.
- Туризм.

## Образование
- Янурусовская СОШ.

## Известные уроженцы
- Ашрапов, Асхат Тазетдинович (15 апреля 1931 — 19 апреля 2008) — кинооператор, заслуженный деятель искусств Казахской ССР (1979).
- Искандерия, Тамара (род. 10 июня 1958) — башкирская поэтесса[7].
- Маннанов, Шакир Фатихович (1 октября 1917 — 23 апреля 1973) — полный кавалер ордена Славы[8].
- Хабиров, Фарит Бареевич (1.01.1930- 29.06.2003)- педагог, директор общеобразовательных школ и специального технического училища, заслуженный учитель Башкирской АССР (1986), Заслуженный работник профессионально-технического образования РСФСР (1991), лауреат премии имени Луначарского (1991).